# ميلاني بروملي
ميلاني بروملي (بالإنجليزية: Melanie Bromley)‏ هي صحفية بريطانية، ولدت في 30 سبتمبر 1974 في لندن في المملكة المتحدة.